# Campidoglio (Harrisburg)
Il Campidoglio di Harrisburg (in inglese Pennsylvania State Capitol) è la sede governativa dello Stato della Pennsylvania, negli Stati Uniti d'America.
Si trova a Harrisburg, dove fu costruito tra 1902 e 1906 dall'architetto Joseph Miller Huston in stile neorinascimentale e Beaux-Arts.